# Trimma omanensis
Trimma omanensis és una espècie de peix de la família dels gòbids i de l'ordre dels perciformes.

## Hàbitat
És un peix marí de clima tropical que viu fins als 10-15 m de fondària.

## Distribució geogràfica
Es troba al Golf d'Oman.